# Sant Joan Baptista de Sant Joan Despí
Sant Joan Baptista de Sant Joan Despí és la principal església de Sant Joan Despí (Baix Llobregat) i és inclosa a l'Inventari del Patrimoni Arquitectònic de Catalunya.

## Descripció
L'origen de l'església es remunta del segle xi.
Presenta planta de creu llatina i tres absis i no té decoració externa.
Se li han realitzat restauracions continuades fins al segle xx. Té una plaça al davant i s'hi accedeix mitjançant una escalinata semicircular feta amb esglaons de poca alçada. A la façana s'hi poden distingir les diferents èpoques.
Els treballs de guix del púlpit i de forja en les reixes són obra de Josep Maria Jujol. També ho és la urbanització de la plaça lateral (on fins fa pocs anys hi havia les restes d'en Maluquer).

## Història
Les dues talles romàniques originàries de l'església són, des de la guerra civil, desaparegudes.
Inicialment romànica, s'engrandí al segle xvi. L'any 1781 s'hi instal·là el campanar. Fou enderrocada i tornada a reconstruir nombroses vegades. A finals de segle xix se li dona una façana neoclàssica.
Fou enderrocada l'any 1936, excepte el campanar (el campanar actual encara és el neoclàssic construït al segle XIX). La seva reconstrucció fou encarregada a l'arquitecte Josep Maria Ayxelà i Tarrats i la direcció artística a Josep Maria Jujol.
La làpida, datada el 1259, ens parla de l'ingrés a l'orde del presbiterat de Pere Romaní. Actualment es troba al terra de la rectoria, sota el porxo obert però originàriament es trobava a la façana de la parròquia. Hi ha nou línies de text en lletres capitals separades per línies fines com la que forma el rectangle que delimita la inscripció. La làpida és partida en tres trossos i s'hi veuen alguns cops, per la qual cosa s'han perdut moltes lletres.